# Death or Glory (Heavy Load)
Death or Glory è il secondo album studio del gruppo heavy metal svedese Heavy Load, pubblicato nel 1982.

## Tracce
1. Heavy Metal Angels (In Metal and Leather) - 4:03
2. Might for Right - 3:25
3. Something New - 4:30
4. Bleeding Streets - 3:45
5. The Guitar Is My Sword - 4:30
6. Trespasser - 3:54
7. Still There Is Time - 4:26
8. Traveller - 5:15
9. Little Lies - 4:31
10. Daybreak Ecstacy - 5:09

## Formazione
- Ragne Wahlquist - voce, chitarra, tastiere
- Styrbjörn Wahlquist - batteria, voce
- Torbjörn Ragnesjo - basso
- Eddy Malm - chitarra